# Prefader
Pre fader ist ein Begriff aus der Tontechnik bzw. Mischpulttechnik.
Er besagt, dass sich ein Signalabgriff – in den meisten Fällen ein Aux-Weg – in einem Mischpultkanal vor dem Kanalfader liegt und somit das abgegriffene Signal nicht von diesem beeinflusst wird. Das stimmt nicht genau, denn das bei Stellung „pre“ abgezweigte Signal liegt fest in der „Arbeitsstellung“ des Reglers, also meistens 10 dB (12 dB) unter dem vollen maximalen Pegel.

Das Gegenteil ist post fader: hier liegt der Abgriff im Signalfluss hinter dem Fader, wird also auch von diesem beeinflusst. Bei vielen Mischpulten ist das Verhalten wenigstens für einen Teil der Aux-Wege umschaltbar.
Auch Equalizer oder Insertbuchsen haben manchmal pre/post-Schalter.
Üblicher Anwendungsfall ist zum Beispiel folgender:
- Ein Signalabgriff nach dem Fader wird genutzt, um ein Signal im gleichen Verhältnis wie bei der Hauptmischung einem Effektgerät zuzuleiten. Damit verändert sich bei Lautstärkeänderung per Fader auch die Lautstärke des Effekts, was in der Regel gewünscht ist.
- Ein Signalabgriff vor dem Fader wird genutzt, um ein Signal in unveränderter Lautstärke auf die Monitorboxen zu leiten. So kann quasi ein separater Mix für die Bühne erstellt werden.